# Pseudophasmatidae
Famille
Les Pseudophasmatidae sont une famille de l'ordre des Phasmida (phasmes, insectes néoptères). 

## Liste des sous-familles et tribus
Selon  Species File (30 mai 2019) :
- sous-famille Pseudophasmatinae Rehn, 1904
  - tribu Anisomorphini Redtenbacher, 1906
  - tribu Pseudophasmatini Kirby, 1904
  - genre Nanhuaphasma Chen, He & Li, 2002
- sous-famille Stratocleinae Günther, 1953
  - tribu Stratocleini Günther, 1953
- sous-famille Xerosomatinae Bradley & Galil, 1977
  - tribu Prexaspini Zompro, 2004
  - tribu Setosini Zompro, 2004
  - tribu Xerosomatini Bradley & Galil, 1977

## Publication originale
- (en) James A. G. Rehn, « Studies in the Orthopterous Family Phasmidae », Proceedings of the Academy of Natural Sciences of Philadelphia, 1869, vol. 56,‎ janvier 1904, p. 38-107 (lire en ligne).